# Lega Basket Serie A 2020-21
La Serie A 2020-21, conocida por motivos de patrocinio como Serie A PosteMobile fue la edición número 99 de la Lega Basket Serie A, la máxima competición de baloncesto de Italia. Comenzó el 26 de septiembre de 2019. consta de 16 equipos, uno menos que la temporada anterior, tras la renuncia del Pistoia Basket 2000, que pasa a la Serie A2.
El campeón fue el Segafredo Virtus Bologna, que derrotó en las finales al AX Armani Exchange Milano 4-0, logrando su decimosexto scudetto.

## Equipos y localización
| Equipo                            | Sede          | Pabellón                  | Capacidad |
| --------------------------------- | ------------- | ------------------------- | --------- |
| Acqua S.Bernardo Cantù            | Cantù         | PalaBancoDesio (en Desio) | 6,700     |
| Allianz Pallacanestro Trieste     | Trieste       | Allianz Dome              | 6,943     |
| AX Armani Exchange Milano         | Milán         | Mediolanum Forum          | 12,700    |
| Banco di Sardegna Sassari         | Sassari       | PalaSerradimigni          | 5,000     |
| Carpegna Prosciutto Basket Pesaro | Pesaro        | Adriatic Arena            | 10,323    |
| De' Longhi Treviso                | Treviso       | PalaVerde                 | 5,134     |
| Dolomiti Energia Trento           | Trento        | BLM Group Arena           | 4,360     |
| Germani Basket Brescia            | Brescia       | PalaLeonessa              | 5,200     |
| UNA Hotels Reggio Emilia          | Reggio Emilia | PalaBigi                  | 4,530     |
| Pompea Fortitudo Bologna          | Bolonia       | Unipol Arena              | 11,000    |
| Happy Casa Brindisi               | Brindisi      | PalaPentassuglia          | 3,534     |
| Openjobmetis Varese               | Varese        | Enerxenia Arena           | 5,100     |
| Segafredo Virtus Bologna          | Bologna       | Virtus Arena              | 9,700     |
| Umana Reyer Venezia               | Venecia       | Palasport Taliercio       | 3,506     |
| Vanoli Cremona                    | Cremona       | PalaRadi                  | 3,511     |
| Virtus Roma                       | Roma          | PalaLottomatica           | 11,200    |

## Temporada regular

### Clasificación
| | Equipo            | J  | G  | P  | PF   | PC   | DP   |
| --- | ----------------- | -- | -- | -- | ---- | ---- | ---- |
| 1 | Milano            | 28 | 22 | 6  | 2385 | 2099 | 286  |
| 2 | Brindisi          | 28 | 20 | 8  | 2395 | 2212 | 183  |
| 3 | Virtus Bolonia    | 28 | 19 | 9  | 2397 | 2168 | 229  |
| 4 | Venezia           | 28 | 19 | 9  | 2257 | 2142 | 115  |
| 5 | Sassari           | 28 | 18 | 10 | 2527 | 2437 | 90   |
| 6 | Treviso           | 28 | 14 | 14 | 2353 | 2468 | -115 |
| 7 | Trieste           | 28 | 14 | 14 | 2253 | 2249 | 4    |
| 8 | Trento            | 28 | 13 | 15 | 2191 | 2228 | -37  |
| 9 | Brescia           | 28 | 11 | 17 | 2299 | 2389 | -90  |
| 10 | Cremona           | 28 | 11 | 17 | 2370 | 2395 | -25  |
| 11 | Reggio Emilia     | 28 | 10 | 18 | 2122 | 2261 | -139 |
| 12 | Fortitudo Bologna | 28 | 10 | 18 | 2179 | 2291 | -112 |
| 13 | Pesaro            | 28 | 10 | 18 | 2271 | 2364 | -93  |
| 14 | Varese            | 28 | 10 | 18 | 2271 | 2433 | -162 |
| 15 | Cantù             | 28 | 9  | 19 | 2179 | 2313 | -134 |
| 16 | Roma              | 0  | 0  | 0  | 0    | 0    | 0    |
| Fuente: Lega Basket Serie A Archivado el 28 de septiembre de 2020 en Wayback Machine.; actualización automática |                   |    |    |    |      |      |      |

### Resultados
| Local \ Visitante             | CTU    | TRI    | AXM   | SAS     | PES    | TVS    | TRE   | FBO    | BRE    | BRI    | VAR    | VEN   | REG    | CRE     | VBO    | ROM    |
| ----------------------------- | ------ | ------ | ----- | ------- | ------ | ------ | ----- | ------ | ------ | ------ | ------ | ----- | ------ | ------- | ------ | ------ |
| Acqua S.Bernardo Cantù        | —      | 73–67  | 71–89 | 106–101 | 81–72  | 83–76  | 75–76 | 67–80  | 89–92  | 71–93  | 97–82  | 67–75 | 71–72  | 82–85   | 82–91  | 101-85 |
| Allianz Pallacanestro Trieste | 82–79  | —      | 65–87 | 82–103  | 101–88 | 84–79  | 92–82 | 88–82  | 78–81  | 76–79  | 108–83 | 69–87 | 78–69  | 102–77  | 60–77  | canc.  |
| AX Armani Exchange Milano     | 70–57  | 81–100 | —     | 102–86  | 97–93  | 104–64 | 82–75 | 98–72  | 87–56  | 82–88  | 81–83  | 86–72 | 102–73 | 74–66   | 94–84  | 93–71  |
| Banco di Sardegna Sassari     | 98–92  | 72–74  | 73–85 | —       | 99–74  | 97–93  | 94–76 | 89–86  | 100–87 | 87–100 | 104–82 | 96–88 | 89–82  | 95–84   | 77–108 | canc.  |
| Carpegna Prosciutto Pesaro    | 107–83 | 84–74  | 81–88 | 85–95   | —      | 89–97  | 57–71 | 70–78  | 98–88  | 62–86  | 85–78  | 65–78 | 84–63  | 95–83   | 70–75  | canc.  |
| De' Longhi Treviso            | 89–82  | 95–76  | 77–82 | 89–85   | 91–81  | —      | 84–80 | 84–78  | 87–94  | 90–108 | 94–103 | 86–88 | 78–72  | 101–90  | 72–98  | canc.  |
| Dolomiti Energia Trento       | 74–73  | 81–69  | 61–60 | 92–78   | 70–81  | 76–82  | —     | 64–78  | 91–67  | 83–73  | 74–77  | 90–84 | 81–87  | 85–83   | 85–92  | canc.  |
| Fortitudo Lavoropiù Bologna   | 75–68  | 69–82  | 71–82 | 79–89   | 77–79  | 87–98  | 93–70 | —      | 88–78  | 70–95  | 83–88  | 76–72 | 71–68  | 85–71   | 71–91  | canc.  |
| Germani Basket Brescia        | 69–74  | 75–63  | 92–99 | 82–94   | 86–84  | 91–94  | 73–80 | 99–85  | —      | 68–74  | 98–83  | 71–69 | 89–79  | 85–89   | 80–81  | 64–70  |
| Happy Casa Brindisi           | 85–71  | 81–74  | 80–71 | 90–97   | 81–92  | 99–83  | 74–73 | 100–74 | 74–71  | —      | 108–84 | 77–89 | 79–70  | 67–78   | 91–85  | 92–67  |
| Openjobmetis Varese           | 80–90  | 73–79  | 70–96 | 89–74   | 81–68  | 79–80  | 88–70 | 67–79  | 94–89  | 76–74  | —      | 75–77 | 76–89  | 110–105 | 73–85  | 98–88  |
| Umana Reyer Venezia           | 80–75  | 81–66  | 69–63 | 99–92   | 72–90  | 82–62  | 71–79 | 92–76  | 94–87  | 75–67  | 86–77  | —     | 95–75  | 88–84   | 68–83  | canc.  |
| UNAHOTELS Reggio Emilia       | 68–78  | 70–96  | 71–87 | 78–85   | 91–79  | 98–74  | 83–74 | 79–69  | 83–67  | 76–80  | 95–77  | 65–71 | —      | 56–85   | 62–89  | canc.  |
| Vanoli Cremona                | 101–67 | 80–101 | 81–83 | 75–95   | 100–78 | 85–86  | 95–87 | 82–74  | 89–94  | 96–94  | 80–67  | 66–83 | 90–71  | —       | 75–88  | canc.  |
| Segafredo Virtus Bologna      | 84–65  | 81–67  | 68–73 | 78–83   | 100–80 | 97–68  | 83–91 | 81–73  | 89–90  | 88–98  | 85–76  | 77–72 | 67–77  | 92–95   | —      | canc.  |
| Virtus Roma                   | canc.  | canc.  | canc. | 72–92   | 69–84  | canc.  | canc. | 81–76  | canc.  | canc.  | canc.  | 71–89 | canc.  | canc.   | canc.  | —      |

## Playoffs
|  | Cuartos de final              | Cuartos de final              | Cuartos de final              | Cuartos de final | Cuartos de final | Cuartos de final |                           |    | Semifinales | Semifinales | Semifinales | Semifinales | Semifinales | Semifinales |  |  | Finales | Finales | Finales | Finales | Finales | Finales |
|  |                               |                               |                               |                  |                  |                  |                           |    |             |             |             |             |             |             |  |  |         |         |         |         |         |         |
|  |                               |                               |                               |                  |                  |                  |                           |    |             |             |             |             |             |             |  |  |         |         |         |         |         |         |
|  |                               |                               |                               |                  |                  |                  |                           |    |             |             |             |             |             |             |  |  |         |         |         |         |         |         |
|  | AX Armani Exchange Milano     | AX Armani Exchange Milano     | AX Armani Exchange Milano     | 88               | 93               | 74               |                           |    |             |             |             |             |             |             |  |  |         |         |         |         |         |         |
|  | AX Armani Exchange Milano     | AX Armani Exchange Milano     | AX Armani Exchange Milano     | 88               | 93               | 74               |                           |    |             |             |             |             |             |             |  |  |         |         |         |         |         |         |
|  | Dolomiti Energia Trento       | Dolomiti Energia Trento       | Dolomiti Energia Trento       | 62               | 79               | 65               |                           |    |             |             |             |             |             |             |  |  |         |         |         |         |         |         |
|  | Dolomiti Energia Trento       | Dolomiti Energia Trento       | Dolomiti Energia Trento       | 62               | 79               | 65               | AX Armani Exchange Milano | 81 | 99          | 93          | 0           | 0           |             |             |  |  |         |         |         |         |         |         |
|  |                               |                               |                               |                  |                  |                  | AX Armani Exchange Milano | 81 | 99          | 93          | 0           | 0           |             |             |  |  |         |         |         |         |         |         |
|  |                               | Umana Reyer Venezia           | 79                            | 65               | 83               | 0                | 0                         |    |             |             |             |             |             |             |  |  |         |         |         |         |         |         |
|  | Umana Reyer Venezia           | Umana Reyer Venezia           | 79                            | 65               | 83               | 0                | 0                         | 92 | 83          | 60          | 73          | 93          |             |             |  |  |         |         |         |         |         |         |
|  | Umana Reyer Venezia           |                               |                               |                  |                  |                  |                           | 92 | 83          | 60          | 73          | 93          |             |             |  |  |         |         |         |         |         |         |
|  | Banco di Sardegna Sassari     | 91                            | 78                            | 75               | 86               | 91               |                           |    |             |             |             |             |             |             |  |  |         |         |         |         |         |         |
|  | Banco di Sardegna Sassari     | 91                            | 78                            | 75               | 86               | 91               | AX Armani Exchange Milano | 77 | 72          | 58          | 62          | 0           |             |             |  |  |         |         |         |         |         |         |
|  |                               |                               |                               |                  |                  |                  | AX Armani Exchange Milano | 77 | 72          | 58          | 62          | 0           |             |             |  |  |         |         |         |         |         |         |
|  |                               | Segafredo Virtus Bologna      | 83                            | 83               | 76               | 73               | 0                         |    |             |             |             |             |             |             |  |  |         |         |         |         |         |         |
|  | Happy Casa Brindisi           | Happy Casa Brindisi           | Happy Casa Brindisi           | 83               | 76               | 73               | 0                         | 85 | 86          | 79          |             |             |             |             |  |  |         |         |         |         |         |         |
|  | Happy Casa Brindisi           | Happy Casa Brindisi           | Happy Casa Brindisi           |                  |                  |                  |                           |    |             | 79          |             |             |             |             |  |  |         |         |         |         |         |         |
|  | Allianz Pallacanestro Trieste | Allianz Pallacanestro Trieste | Allianz Pallacanestro Trieste | 64               | 54               | 77               |                           |    |             |             |             |             |             |             |  |  |         |         |         |         |         |         |
|  | Allianz Pallacanestro Trieste | Allianz Pallacanestro Trieste | Allianz Pallacanestro Trieste | 64               | 54               | 77               | Happy Casa Brindisi       | 66 | 74          | 75          | 0           | 0           |             |             |  |  |         |         |         |         |         |         |
|  |                               |                               |                               |                  |                  |                  | Happy Casa Brindisi       | 66 | 74          | 75          | 0           | 0           |             |             |  |  |         |         |         |         |         |         |
|  |                               | Segafredo Virtus Bologna      | 73                            | 83               | 78               | 0                | 0                         |    |             |             |             |             |             |             |  |  |         |         |         |         |         |         |
|  | Segafredo Virtus Bologna      | Segafredo Virtus Bologna      | Segafredo Virtus Bologna      | 83               | 78               | 0                | 0                         | 91 | 88          | 105         |             |             |             |             |  |  |         |         |         |         |         |         |
|  | Segafredo Virtus Bologna      | Segafredo Virtus Bologna      | Segafredo Virtus Bologna      |                  |                  |                  |                           |    |             | 105         |             |             |             |             |  |  |         |         |         |         |         |         |
|  | De' Longhi Treviso            | De' Longhi Treviso            | De' Longhi Treviso            | 72               | 83               | 100              |                           |    |             |             |             |             |             |             |  |  |         |         |         |         |         |         |
|  | De' Longhi Treviso            | De' Longhi Treviso            | De' Longhi Treviso            | 72               | 83               | 100              |                           |    |             |             |             |             |             |             |  |  |         |         |         |         |         |         |

## Estadísticas
Hasta el 10 de mayo de 2021.
| Rank | Nombre            | Equipo                  | Part. | Pts. | PPP  |
| ---- | ----------------- | ----------------------- | ----- | ---- | ---- |
| 1.   | D'Angelo Harrison | Happy Casa Brindisi     | 19    | 354  | 18.6 |
| 2.   | JaCorey Williams  | Dolomiti Energia Trento | 26    | 473  | 18.2 |
| 3.   | Luis Scola        | Openjobmetis Varese     | 28    | 499  | 17.8 |
| 4.   | David Logan       | De' Longhi Treviso      | 27    | 468  | 17.3 |
| 5.   | Miro Bilan        | B. di Sardegna Sassari  | 28    | 474  | 16.9 |

| Rank | Nombre           | Equipo                   | Part. | Ast. | APP |
| ---- | ---------------- | ------------------------ | ----- | ---- | --- |
| 1.   | Giuseppe Poeta   | Vanoli Cremona           | 27    | 184  | 6.8 |
| 2.   | Miloš Teodosić   | Segafredo Virtus Bologna | 27    | 182  | 6.7 |
| 3.   | Darius Thompson  | Happy Casa Brindisi      | 25    | 139  | 5.6 |
| 4.   | Gary Browne      | Dolomiti Energia Trento  | 28    | 156  | 5.6 |
| 5.   | Sergio Rodríguez | AX Armani Milano         | 21    | 116  | 5.5 |

| Rank | Nombre          | Equipo                    | Part. | Reb. | RPP |
| ---- | --------------- | ------------------------- | ----- | ---- | --- |
| 1.   | Tyler Cain      | Carpegna P. Pesaro        | 26    | 235  | 9.0 |
| 2.   | Jarvis Williams | Vanoli Cremona            | 27    | 224  | 8.3 |
| 3.   | Derek Willis    | Happy Casa Brindisi       | 25    | 202  | 8.1 |
| 4.   | Miro Bilan      | Banco di Sardegna Sassari | 28    | 224  | 8.0 |
| 5.   | Frank Elegar    | UNAHOTELS Reggio Emilia   | 24    | 190  | 7.9 |

| Rank | Nombre            | Equipo                    | Part. | Val. | VPP  |
| ---- | ----------------- | ------------------------- | ----- | ---- | ---- |
| 1.   | Miro Bilan        | Banco di Sardegna Sassari | 28    | 639  | 22.8 |
| 2.   | Zach LeDay        | AX Armani Exchange Milano | 25    | 512  | 20.5 |
| 3.   | D'Angelo Harrison | Happy Casa Brindisi       | 19    | 384  | 20.2 |
| 4.   | JaCorey Williams  | Dolomiti Energia Trento   | 26    | 515  | 19.8 |
| 5.   | Tyler Cain        | Carpegna P. Pesaro        | 26    | 486  | 18.7 |